# Vazul
Vazul, né au Xe siècle et décédé en 1037, était le fils de Mihály et petit-fils de Taksony de Hongrie, membre de la dynastie Árpád.

## Contexte
Son nom qui est une variante du grec Basile comme celui de son père Mihály (c'est-à-dire: Michel)  laisse penser qu'ils étaient probablement chrétiens mais liés à l'église de rite oriental. Toutefois selon la tradition après la mort de son fils unique le prince Imre, le roi Saint-Étienne refuse de le reconnaître comme successeur potentiel car il le soupçonne d'être demeuré païen. En 1032, Vazul se soulève contre la décision du roi et tente de le tuer. Étienne Ier lui fait crever les yeux et verser du plomb fondu dans les oreilles, le rendant ainsi inapte à régner. Le roi bannit également ses trois fils Levente, André et Béla nés de son épouse de la famille Tátony. Il désigne enfin comme successeur son neveu Pierre le Vénitien.